# Palestina Salutar
Palestina Salutar, também chamada de Palestina III ou Palestina Tércia, foi uma província bizantina que abrangia a região do deserto de Negueve (Edom), a península do Sinai (com exceção da costa ocidental) e o sudeste do território transjordânico ao sul do Mar Morto. Ela era parte da Diocese do Oriente da Prefeitura pretoriana do Oriente e foi separada da Arábia Pétrea no século VI e existiu até a conquista muçulmana na década de 630.

## Contexto
Em 105, os territórios a leste de Damasco e ao sul do Mar Vermelho foram conquistados do Reino Nabateu e organizados na nova província da Arábia, com capitais em Petra e Bostra (norte e sul). A nova província foi aumentada por Sétimo Severo em 195 e, acredita-se, dividida em duas novas: Arábia Menor ou Pétrea e Arábia Maior, ambas sujeitas aos legados imperiais  chamados canadianos, cada um comandando uma legião.
Porém, Petra entrou em rápido declínio no final do período romano, principalmente por causa da revisão das rotas comerciais marítimas. Em 363, um terremoto destruiu muitos edifícios e danificou profundamente o sistema de fornecimento de água.
O domínio bizantino no século IV introduziu o cristianismo à população e cidades agrícolas foram fundadas, o que provocou um grande aumento populacional. Desde o século III, os nabateus haviam deixado de escrever utilizando o aramaico e passaram a utilizar o grego e, com a chegada dos bizantinos, foram cristianizados.

## História
Relações comerciais existiam entre as cidades da Palestina Salutar e as tribos árabes do Hejaz (Arábia Maior), particularmente com as cidades mais meridionais de Petra e Gaza. Maomé, seu pai, Abedalá, e seu avô, Haxime (que morreu em Gaza), viajaram pelas rotas comerciais da região no século VI.
Os invasores muçulmanos encontraram os nabateus remanescentes na Transjordânia e no Negueve transformados em camponeses. Suas terras haviam sido divididas entre os novos reinos tribais árabes catanitas dos gassânidas, vassalos dos bizantinos, e dos himiaritas, vassalos do Reino de Quinda, do norte da Arábia. Todos foram incorporados à nova província de Bilade Xame do Califado Ortodoxo.

## Sés episcopais
As sés episcopais da província e que aparecem no Anuário Pontifício como sés titulares são:
- Aila (Aqaba)
- Arad
- Areópolis (Rabba)
- Arindela
- Augustópolis na Palestina
- Bacata na Palestina
- Caraque-Moba (Queraque)
- Elusa (Haluza)
- Jotapa na Palestina (Ilha de Etitã)
- Farã (Uádi-Feirã)